# Nelson (cricket)
Pour les articles homonymes, voir Nelson.
Nelson est un terme de cricket qui désigne un score individuel ou collectif de 111 courses ou l'un de ses multiples. Par superstition, il est de mauvais augure pour un batteur ou une équipe de l'atteindre. Ce surnom est également utilisé pour d'autres sports comme les fléchettes.

## Définition et origine
Nelson désigne un score égal à 111 courses, que ce soit pour un joueur ou une équipe. Pour les multiples de 111, on parle par exemple de « double Nelson » pour un total de 222 courses. Le nombre « 111 » est associé à l'Amiral Nelson parce que, selon la légende, il aurait perdu un œil, un bras et une jambe : 1, 1 et 1 (même si dans les faits il n'a jamais perdu de jambe). Une autre légende évoquerait ses trois grandes victoires lors de batailles navales : le Nil, Copenhague et Trafalgar.

## Superstition

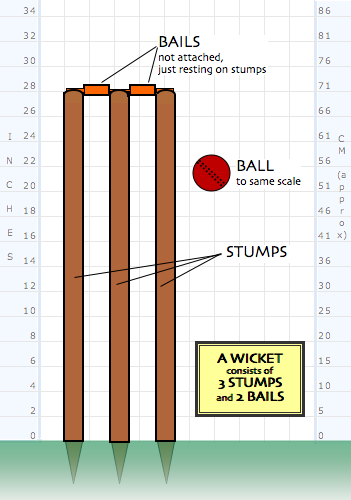
Un wicket est composé de trois stumps surmontés de deux bails.

« 111 » représente les trois stumps du guichet sans les bails, ce qui symbolise un joueur éliminé : sur un lancer, si la balle touche le wicket et que l'un ou les deux bails tombent, le batteur qui fait face au lancer est en effet « out ». Par superstition, en Angleterre, ce score est donc de mauvais augure. L'arbitre international David Shepherd (en) a pris l'habitude de faire un petit saut à cloche-pied lorsque le score est un « Nelson » afin de conjurer le mauvais sort.
Une enquête menée par le magazine The Cricketer (en) dans les années 1990 a pourtant montré que les wickets ne sont pas plus susceptibles de tomber sur un « Nelson »[réf. nécessaire]. Le score individuel le plus fréquent au cricket est 0 (un « duck »).